# Færøsk løvefod
Færøsk løvefod (Alchemilla faeroensis) (færøsk: Føroya Skøra) er flerårig urt med en lav, rosetagtig vækst. 

## Beskrivelse
Bladene er langstilkede med 7-9 flige, der er tandede på den yderste del og forsynet med hårpensler på spidserne. Oversiden er græsgrøn og næsten hårløs, mens undersiden er silkehåret. 
Blomsterne ses i juni-juli, og de sidder i endestillede stande på oprette stængler. Hver blomst er gul og stjerneformet. Frøsætningen sker uden befrugtning (apomixis).
Højde x bredde og årlig tilvækst: 0,25 x 0,25 m (25 x 25 cm/år).

## Voksested
Arten har været anset for at være endemisk på Færøerne, men den er også fundet i det østlige Island.
Planten forekommer på fugtig bund i klipper, på græslier og langs elve på Færøerne og i Østisland. Her findes den sammen med bl.a. bjergfrue, liden klokke, pyramidelæbeløs, skovsyre, solstenbræk og Trientalis europaea.